# Schleswig-Holsteinisches Hügelland

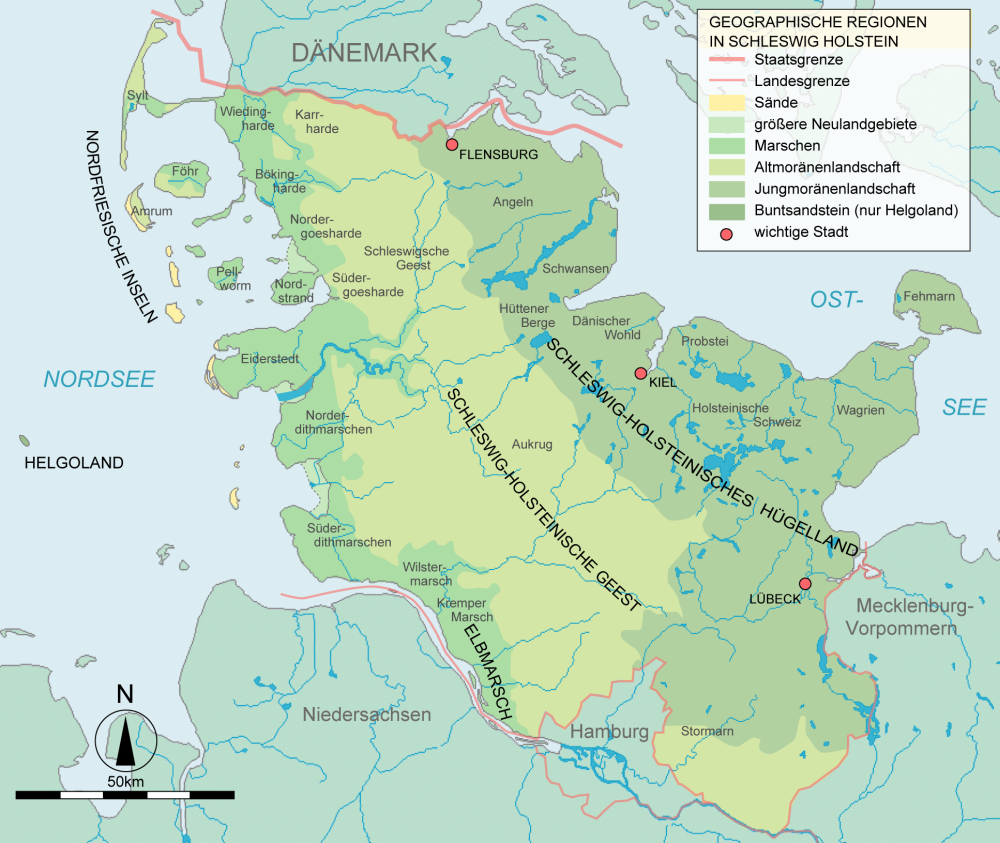
Landschaften in Schleswig-Holstein

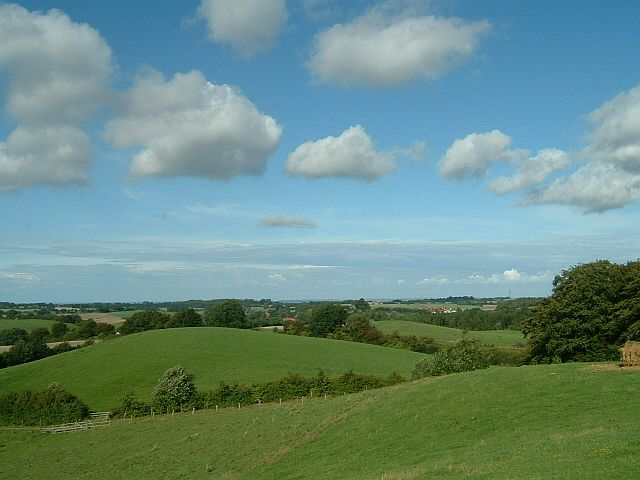
Blick vom Bungsberg auf das Hügelland

Das Schleswig-Holsteinische Hügelland liegt im Osten von Schleswig-Holstein und ist neben der Schleswig-Holsteinischen Marsch im Westen und der Schleswig-Holsteinischen Geest in der Mitte einer der drei Landschaftstypen des Bundeslandes.  Dieser Naturraum wird auch als Östliches Hügelland bezeichnet.
Charakteristisch sind neben den leichten Hügeln des Baltischen Landrückens viele kleine Seen und Bäche und die Förden, die durch die Jungmoränen der Weichseleiszeit geprägt wurden. Die Böden sind sehr fruchtbar und werden traditionell intensiv für Ackerbau und Viehzucht genutzt.

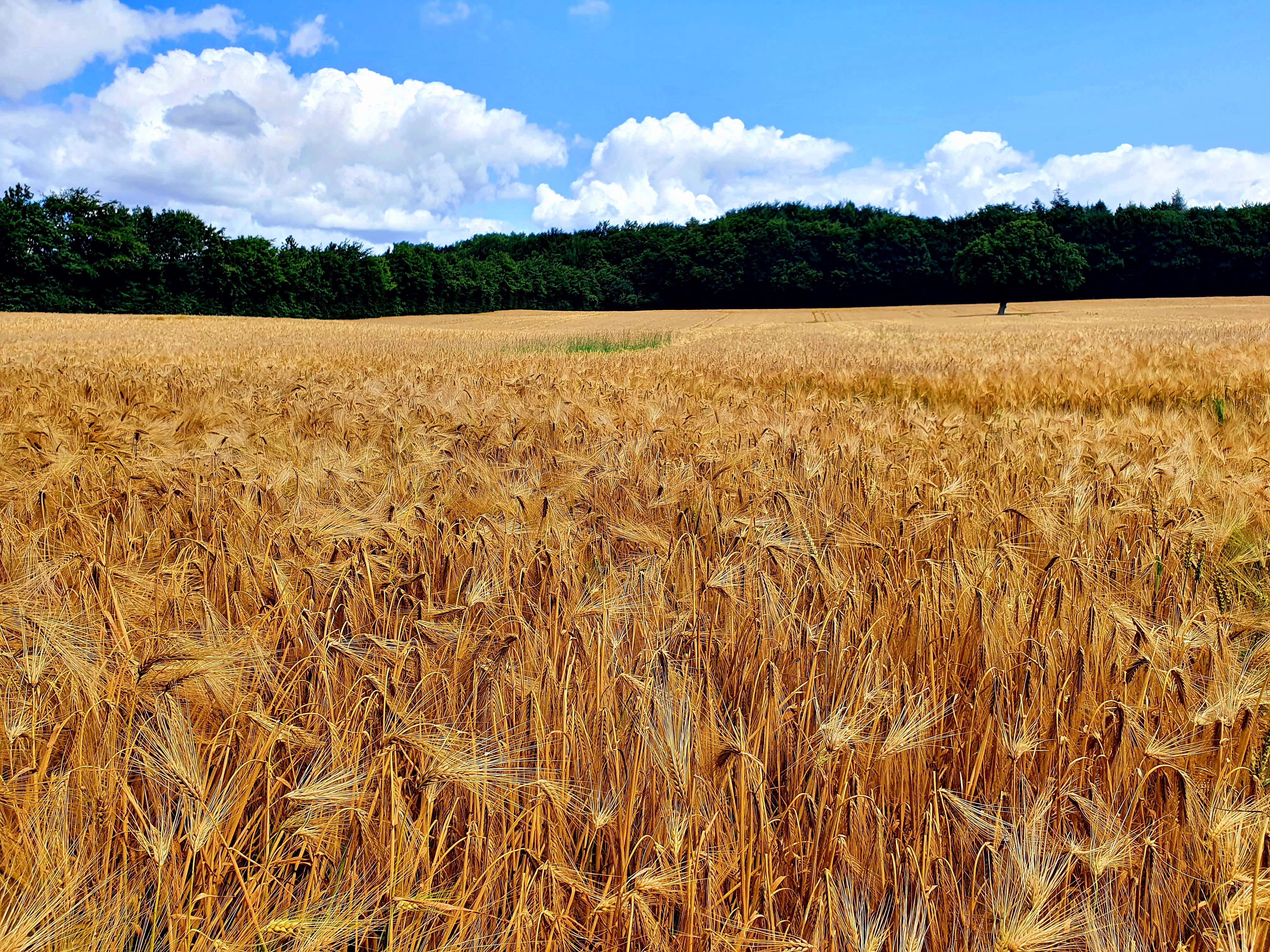
Getreidefeld im östlichen Hügelland

Bedeutende Städte sind Kiel, Lübeck und Flensburg. Die höchste Erhebung des Landes ist der Bungsberg mit 167 m in der Holsteinischen Schweiz. Am Bungsberg befindet sich auch der einzige, jedoch nicht dauerhaft installierte Skilift des Landes. Das Schleswig-Holsteinische Hügelland besteht unter anderem aus folgenden Regionen:
- Angeln
- Schwansen, Dänischer Wohld
  - Hüttener Berge
- Ost-Holsteinisches Hügel- und Seenland Nord-West
  - Wagrien (Kreis Plön)
    - Probstei
    - Nördliche Holsteinische Schweiz
- Ost-Holsteinisches Hügel- und Seenland Süd-Ost
  - Kreis Eutin
    - Südliche Holsteinische Schweiz

  - Kreis Stormarn
- Nord-Oldenburg und Fehmarn
- Westmecklenburgisches Seenhügelland
  - Lauenburgische Seen

## Siehe weiter
- Naturräumliche Großregionen Deutschlands
- Naturräumliche Haupteinheiten Deutschlands